# روجر إتش. ويلسون
روجر إتش. ويلسون هو سياسي أمريكي، ولد في 24 فبراير 1937 في بروكلين في الولايات المتحدة. نشط حزبياً في الحزب الجمهوري. وقد انتخب عضو مجلس نواب فلوريدا ‏.